# Horst Beyer
Pour les articles homonymes, voir Beyer.
Horst Beyer (né le 5 janvier 1940 et mort le 9 décembre 2017) est un athlète allemand, spécialiste des épreuves combinées. 
Il remporte la médaille de bronze du décathlon aux championnats d'Europe 1966.
Il se classe 6e du décathlon lors des Jeux olympiques de 1964. Il participe à ceux de 1972 à Munich mais ne termine pas le concours.